# Santa Josefa
Santa Josefa is een gemeente in de Filipijnse provincie Agusan del Sur op het eiland Mindanao. Bij de laatste census in 2007 had de gemeente bijna 25 duizend inwoners.

## Geografie

### Bestuurlijke indeling
Santa Josefa is onderverdeeld in de volgende 11 barangays:
| - Angas - Aurora - Awao - Concepcion - Pag-asa - Patrocinio | - Poblacion - San Jose - Santa Isabel - Sayon - Tapaz |

## Demografie
Santa Josefa had bij de census van 2007 een inwoneraantal van 24.972 mensen. Dit zijn 2.242 mensen (9,9%) meer dan bij de vorige census van 2000. De gemiddelde jaarlijkse groei komt daarmee uit op 1,31%, hetgeen lager is dan het landelijk jaarlijks gemiddelde over deze periode (2,04%). Vergeleken met de census van 1995 is het aantal mensen met 3.782 (17,8%) toegenomen.

De bevolkingsdichtheid van Santa Josefa was ten tijde van de laatste census, met 24.972 inwoners op 341,8 km², 73,1 mensen per km².